# Associação Educacional, Esportiva e Social do Brasil
L'Associação Educacional, Esportiva e Social do Brasil è una società pallavolistica brasiliana, con sede a Montes Claros: milita nel campionato brasiliano di Superliga Série B.

## Storia
Il Montes Claros Tênis Clube nasce nel 2014, quando acquista i diritti di partecipazione alla Superliga Série A del Montecristo, club che già nella precedente stagione disputava le proprie gare interne a Montes Claros, giocando come Montes Claros Vôlei. Nel 2016 viene ribattezzato Associação Educacional, Esportiva e Social do Brasil e i colori sociali mutano in giallo-verde; nonostante gli avvicendamenti, conserva il nome di gioco di Montes Claros Vôlei. Fa inoltre il suo esordio a livello continentale, venendo scelto come organizzatore del campionato sudamericano per club 2017 e 2018, chiusi rispettivamente al quarto e terzo posto. 
Prima dell'inizio della stagione 2018-19, rimasto senza accordi con la prefettura locale, inizia una collaborazione col club calcistico del Corinthians e la città di Guarulhos: pur conservando la propria identità di club a livello legale, utilizza il nome di gioco Corinthians-Guarulhos coi colori e lo stemma della società paulista, ospitando le proprie gare interne a Guarulhos; la collaborazione si conclude al termine dell'annata. 
Nel campionato 2019-20 torna a giocare a Montes Claros, iniziando una nuova collaborazione, questa volta con la società calcistica dell'América-MG: in questo caso conserva nuovamente la propria identità legale, continuando a giocare con la propria matricola, pur esibendo il nome di Montes Claros América Vôlei; il club di Belo Horizonte subentra col proprio marchio e la propria esperienza sportiva, ma senza alcun apporto finanziario. Retrocede in serie cadetta al termine dell'annata, ma conserva il proprio posto in massima divisione per il campionato seguente, sostituendo il rinunciatario Sesc.
Retrocede al termine del campionato 2023-24: alla conclusione dell'annata si interrompe anche la collaborazione con l'América-MG e il club adotta nuovamente i precedenti colori sociali.

## Denominazioni precedenti
- 2014-2016: Montes Claros Tênis Clube